# Hubert de Ryes
Hubert de Ryes, también Humbert de Rie (c. 1008-1086), fue un noble caballero normando, señor de Ryes en Bessin, mayordomo (o senescal) de Normandía. Hijo de Eudes [Odo] fitz Geoffroi de Rie (c. 973-1027), benefactor de la abadía de Fécamp a quien otorgó el diezmo de Ryes.
Hubert de Ryes, fue un leal vasallo que salvó la vida del duque Guillermo el Bastardo en 1047 durante su huida de Valognes, montándolo en un caballo de refresco y despistando a sus perseguidores, que le pisaban los talones. Según Orderico Vital, tres de los cuatro hijos de Huberto recibieron instrucciones de este para escoltar al duque y no abandonarlo hasta que estuviera a salvo en Falaise.
Actuó como embajador de Guillermo en la corte de Eduardo el Confesor, cuando este yacía en su lecho de muerte, y tras reunirse con el rey Eduardo, regresó al duque con ciertas prendas que lo declaraban heredero a la corona de Inglaterra, a saber, una espada en cuyo cinto se guardaban las reliquias de algunos santos, un cuerno de cazador de oro y la cabeza de un imponente ciervo, por cuyo servicio el duque prometió a Hubert ser mayordomo de su casa real.
Cuando el duque Guillermo obtuvo la corona, temiendo que pudieran surgir disturbios en Normandía, y considerando la sagacidad en sus consejos y la destreza en sus acciones de Hubert, lo envió allí para vigilar ese peligro, y poco después a sus hijos Ralph, a quien había nombrado castellano de Nottingham, Hubert fitz Hubert, custodio del castillo de Norwich, y Adam fitz Hubert, a quien había otorgado grandes posesiones en Kent. Adam fue nombrado por primera vez por el rey como uno de los comisionados para la compilación del gran censo del Libro Domesday (1086). Se sabe que Hubert y todos sus hijos acompañaron a Guillermo en su conquista de Inglaterra y como recompensa recibieron propiedades, sin embargo en el censo no se menciona a Hubert.
La Crónica de la Abadía de San Juan, Colchester, escrita por los monjes de la abadía, contiene muchas leyendas e inexactitudes sobre la familia de Ryes, fundadores y benefactores de la abadía.

## Herencia
Se casó con Albreda de Harcourt (de Preaux) (c. 1027-1052), una hija de Onfroi de Vieilles. De esa relación nacieron varios hijos que fueron prominentes nobles de la corte de Guillermo el Conquistador:
- Ranulphus (Ralph) I FitzHubert de Praers (de Ries, c. 1038-1127), señor de Stoke y barón de Griche en Derbyshire.
- Goderic Dapifer (c. 1040-1092);
- Robert de Ries  (c. 1046-1087), obispo de Séez;
- Eudo Dapifer (Eudo FitzHubert de Ries, c. 1047-1120);
- Hubert de Ries (Bigod, c. 1063-1127) custodio del castillo de Norwich;
- Albreda de Ries (c. 1052-1096), esposa de Pierre de Valognes;
- Adam fitzHubert de Port (de Ries, m. 1098), compilador del Libro Domesday.[6]
- Muriel de Ries;